# والدفرسنو

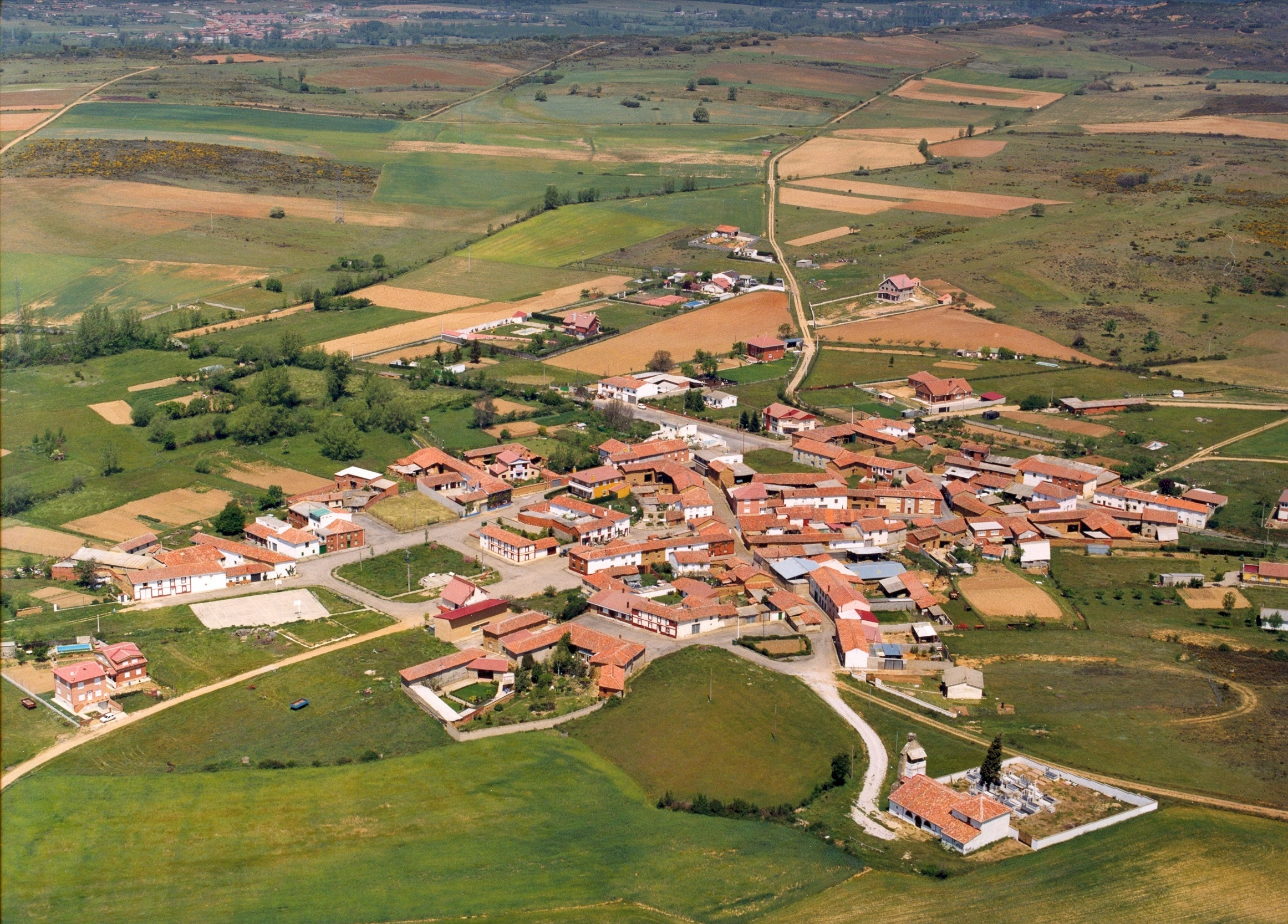
نمای هوایی از روستای والدفرسنو.

والدفرسنو (به اسپانیایی: Valdefresno) یکی از دهستان‌های اسپانیا است که در استان لئون، اسپانیا واقع شده‌است.

## خصوصیات
والدفرسنو ۱۰۲ کیلومترمربع مساحت و ۱٬۸۹۳ نفر جمعیت دارد.